# Regió econòmica de l'Ural
La regió econòmica de l'Ural (en rus: Ура́льский экономи́ческий райо́н; uralski ekonomítxeski raion) és una de les dotze regions econòmiques de Rússia. Té una superfície de 824 000 km².
La part meridional de la regió de l'ural sempre ha estat el principal centre productor de ferro i d'acer. També s'hi produïa una gran part del petroli soviètic, sobretot a la República de Baixkíria, on encara s'hi exploten dipòsits de ferro, de manganès i d'alumini.
Els principals centres industrials són Magnitogorsk, Iekaterinburg, Txeliàbinsk, Nijni Taguil i Perm.

## Composició
- República de Baixkíria
- República d'Udmúrtia
- Óblast de Kurgan
- Óblast d'Orenburg
- Krai de Perm
- Óblast de Sverdlovsk
- Óblast de Txeliàbinsk